# Южный Котабато
Южный Котабато (филипп. Timog Kotabato) — провинция Филиппин на о. Минданао в регионе СОККСКСАРХЕН (XII регион). Административный центр — город Коронадаль. На севере и западе соседняя провинция — Султан-Кударат, на юго-востоке — Сарангани, на востоке — Южный Давао. Юго-восточное побережье примыкает к бухте Сарангани.
Губернатор — Артур Й. Пингой, вице-губернатор — Эльмо Б.Толоса.
В провинции расположен крупный морской порт и промышленный город Генерал-Сантос.

## Географическая характеристика
Положение провинции — в южной части о. Минданао. Соседние провинции — Сарангани, Султан-Кударат.
Координаты: 6° 10′с.ш. и 125° 00′в.д.
Топография: местность в основном равнинная, с немногочисленными холмами и горами.
Климат: провинцию относят к IV типу климата, при котором осадки более или менее равномерно распределены в течение всего года. Рекордное показание за 2004 г. по количеству осадков — май, июнь, июль, август и октябрь.
Влажность воздуха высока с июня по октябрь — 88 %. С февраля по апрель её уровень падает до 72 %.
Максимальная температура воздуха — 36-38 °C, ночью температура опускается до 23-32 °C. Наиболее жаркий период — январь — апрель, более прохладный — июль — декабрь.

## Исторический очерк
Сотни веков назад эта территория была освоена малайскими первопроходцами, которые затем сформировали различные этнические группы, населяющие провинцию сегодня. Поселенцы, которые дали современный прогресс в развитии провинции, появляются здесь около 1914 г. Значительную роль сыграл генерал Паулино Сантос в 30-е годы, в правление президента Кесона.
Сильная волна переселенцев прибыла сюда уже после Второй мировой войны, это были мигранты с Лусона и Висайских островов. Здешние земли оставались ещё девственными.
Окончательно провинция Южного Котабато была оформлена в июле 1966 г. В 1992 г. Южный Котабато дал жизнь и другой новой провинциям. От него отделили Сарангани, семь городов в южной прибрежной части. И в настоящее время это одна из лидирующих провинций Минданао.

## Народ и культура
Общая численность населения (2010) — 1 365 286 чел.
Плотность населения — 304,14 чел./км².
Народ Южного Котабато многоязычен и этнически не однороден.
Разговорные языки в провинции — английский, тагальский, хилигайнон, себуано, т’боли. Но распространены и другие языки.
Кроме коренных жителей достаточно много и мигрантов. Здесь проживают илонгго с островов Панай и Негрос, — в муниципалитетах Норала, Банга, Сураллах, Сто. Илоки с Лусона селятся в Тампакане, Тантангане, Тупи. В городе Генерал-Сантос и в муниципалитете Поломолок в ходу язык себуано.
Мусульманское население представлено народом магинданао. Они носят свои традиционные костюмы, имеют самобытные традиции, но лояльно относятся к своим христианским соседям, и адаптируются к жизни довольно хорошо.
Своими самобытными традициями и одеждой, оригинальным колоритом отличаются и племена т’боли и б’лаан, живущие в муниципалитете Т’боли.
Среди жителей провинции распространен своеобразный жанр музыки, кулинтанг, разновидность гонговой музыки. Он возник у мусульманского населения, но был заимствован и другими.

## Административное деление
В административном отношении делится на 10 муниципалитет и 2 города:
| №  | Город/Муниципалитет (русс.) | Город/Муниципалитет (ориг.) | Количество барангаи | Площадь, км² | Население, чел. (2010) | Плотность, чел./км² |
| -- | --------------------------- | --------------------------- | ------------------- | ------------ | ---------------------- | ------------------- |
| 1  | Генерал-Сантос              | (General Santos City)       | 26                  | 536,01       | 538 086                | 1003,87             |
| 2  | Поломолок                   | (Polomolok)                 | 23                  | 339,97       | 138 273                | 406,72              |
| 3  | Тупи                        | (Tupi)                      | 15                  | 228,0        | 61 843                 | 271,24              |
| 4  | Коронадаль                  | (Koronadal City)            | 27                  | 277,0        | 158 273                | 571,38              |
| 5  | Банга                       | (Banga)                     | 22                  | 240,35       | 76 170                 | 317,63              |
| 6  | Лаке-Себу                   | (Lake Sebu)                 | 19                  | 891,38       | 68 148                 | 85,45               |
| 7  | Норала                      | (Norala)                    | 14                  | 194,40       | 44 635                 | 229,60              |
| 8  | Санто-Ниньо                 | (Santo Niño)                | 10                  | 109,4        | 39 738                 | 363,24              |
| 9  | Сураллах                    | (Surallah)                  | 17                  | 241,00       | 76 035                 | 315,50              |
| 10 | Т'боли                      | (T’Boli)                    | 25                  | 809,00       | 79 175                 | 97,90               |
| 11 | Тампакан                    | (Tampakan)                  | 14                  | 242,50       | 36 254                 | 149,50              |
| 12 | Тантанган                   | (Tantangan)                 | 13                  | 126,00       | 40 461                 | 321,12              |

## Туризм
Объекты, интересные для туристов, на территории Ю. Котабато:
озеро Себу, гора Матутум, Долина Коронадаль.

## Образование
В Южном Котабато — 3 университета:
Университет Марбельской Богоматери, университет Падиангасской Богоматери, Государственный университет Минданао.
Крупные колледжи работают в Коронадале — Грин Вэлли колледж, колледж Св. Алексия, Голденстэйт колледж, В Генерал-Сантосе — колледж Св. Троицы, Голденстэйт колледж. Есть ряд других учреждений, школ и колледжей.